# Die Farbe Lila (2023)
Die Farbe Lila (Originaltitel: The Color Purple) ist ein Filmdrama und Musicalfilm von Blitz Bazawule nach dem gleichnamigen Roman von Alice Walker und dem Broadway-Musical von 2005 über eine schwarze Frau, die zu Beginn des 20. Jahrhunderts in den Vereinigten Staaten lebt. Die US-amerikanische R&B-Sängerin und Grammy-Preisträgerin Fantasia Barrino spielt in der Hauptrolle Celie Harris Johnson. Der Film kam vor Weihnachten 2023 in die US-amerikanischen und im Februar 2024 in die deutschen und österreichischen Kinos.
Walkers Roman wurde bereits 1985 von Steven Spielberg verfilmt. Darin spielt Whoopi Goldberg in der Hauptrolle Celie. Dieser Film erhielt bei der Oscarverleihung 1986 elf Nominierungen. Spielberg fungierte neben Quincy Jones, Scott Sanders und Oprah Winfrey auch bei Bazawules Film als Produzent. Im Rahmen der Oscarverleihung 2024 erhielt Danielle Brooks, die in der Neuauflage Sofia spielt, die in der ersten Verfilmung von Winfrey verkörpert wurde, eine Nominierung als beste Nebendarstellerin. Ebenso wurde Brooks bei den Golden Globe Awards 2024 für ihre Rolle in dieser Kategorie nominiert.

## Handlung
Bereits als Mädchen musste Celie erfahren, dass zu Beginn des 20. Jahrhunderts ein Leben für eine schwarze Frau in den Vereinigten Staaten nicht leicht ist. Nun ist sie mit einem herrschsüchtigen Mann namens Albert verheiratet, den sie „Mister“ nennt, und muss viele Jahre körperliche und seelische Misshandlungen durch ihn ertragen. Nur wenn Celie mit Sofia und Shug Avery zusammen ist, erlebt sie Freude und Liebe.

## Produktion

### Das Broadway-Musical
Der Film ist von dem gleichnamigen Broadway-Musical inspiriert. Dieses basiert auf dem Roman von Alice Walker und enthält Elemente von Jazz, Ragtime, Gospel, Blues und afrikanische Rhythmen. Es debütierte im Jahr 2005, erhielt bei den Tony Awards 2006 elf Nominierungen und eine Auszeichnung für LaChanzes in der Hauptrolle als Celie. Auch die Wiederaufführung im Jahr 2015 wurde vielfach ausgezeichnet, brachte vier weitere Tony-Nominierungen- und -Auszeichnungen, unter anderem für Cynthia Erivo in ihrem Broadway-Debüt. Ebenso wurde das Musical 2017 mit einem Grammy und Erivo mit einem Emmy ausgezeichnet.

### Regie, Drehbuch und Filmschnitt
„Jeder, der Traumata und Missbrauch erlebt hat, versucht in seinem Kopf ständig, daraus herauszukommen.“

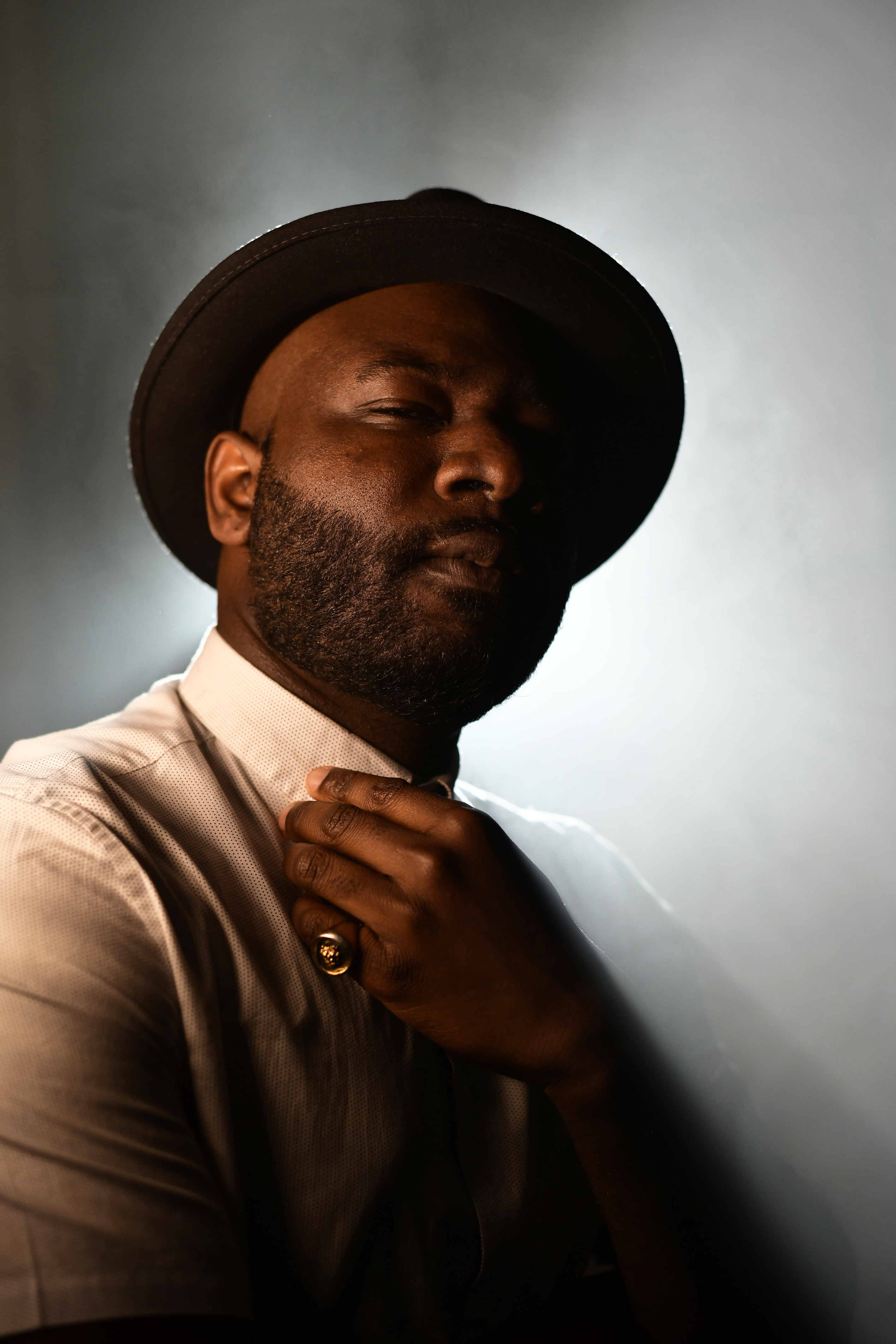
Regisseur Blitz Bazawule

Regie bei dem Musicalfilm führte Blitz Bazawule. Der Ghanaer hatte seine Karriere als Rapper, Singer-Songwriter und Plattenproduzent begonnen. Walkers Roman und das Broadway-Musical wurden von Marcus Gardley adaptiert, während Pulitzer-Preisträgerin Marsha Norman die Liedtexte schrieb. Steven Spielberg, Regisseur bei der ersten Verfilmung, fungierte neben Quincy Jones, Scott Sanders und Oprah Winfrey als einer der Produzenten. Jones und Winfrey waren in die erste Verfilmung von Walkers Roman aus dem Jahr 1985 auch kreativ involviert. Winfrey war in der Rolle von Sofia zu sehen. Jones komponierte die Filmmusik.
Um den Film immer wieder aus der Tragödie zu holen, nutzte Bazawule auch humorvolle Szenen, musikalische Einlagen und eine Vielzahl von Traumsequenzen. Diese als „magischer Realismus“ bezeichnete Erzählweise verwendete der Regisseur bereits bei seinem in Ghana spielenden Spielfilm The Burial of Kojo von 2018. Bazawule wollte hierdurch Celies Gedankenwelt zeigen. Drehbuchautor Marcus Gardley erklärte hierzu, alles, was sie machten, um der Geschichte mehr Leichtigkeit zu verleihen, sei in Celies Welt bereits vorhanden gewesen. Produzent Scott Sanders erklärte, Alice Walker habe im Grunde eine schwarze Shakespeare-Geschichte geschrieben, und dessen Werke seien schon immer auf verschiedenste Weise interpretiert worden.
Filmeditor Jon Poll war zuletzt für Greatest Showman von Michael Gracey und Bombshell – Das Ende des Schweigens von Jay Roach tätig.

### Besetzung und Choreografie

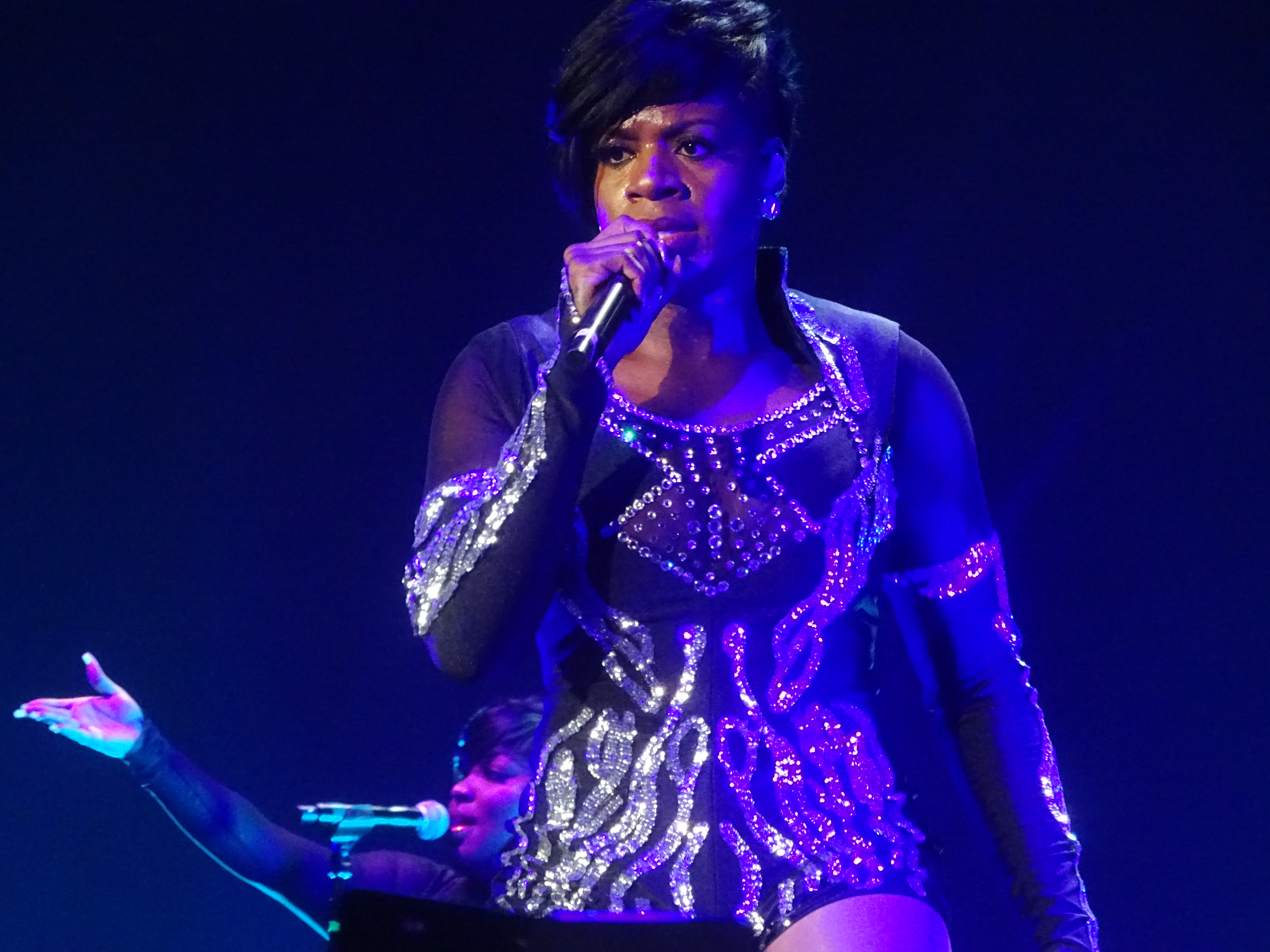
Die R&B-Sängerin und Grammy-Preisträgerin Fantasia Barrino spielt in der Hauptrolle Celie Harris Johnson

Die US-amerikanische R&B-Sängerin und Grammy-Preisträgerin und Gewinnerin der dritten Staffel der Castingshow American Idol Fantasia Barrino spielt in der Hauptrolle Celie Harris Johnson. In dieser Rolle war sie bereits in der Broadway-Produktion des Musicals von 2005 zu sehen. Auch Danielle Brooks, die Sophia spielt, schlüpft in ihre Rolle aus dem Musical, in der Wiederaufführung am Broadway im Jahr 2015. Taraji P. Henson ist in der Rolle der Jazzsängerin Shug Avery zu sehen. Die US-amerikanische Hip-Hop- und R&B-Sängerin Ciara spielt die erwachsene Nettie Harris. Als jüngere Frau wird sie von Halle Bailey gespielt. Elizabeth Marvel, bekannt aus The Dropout, spielt Miss Millie. Der Musiker und Komponist Jon Batiste gibt in der Rolle von Grady sein Debüt als Filmschauspieler. Phylicia Pearl Mpasi spielt Celie als 14-Jährige. Deon Cole spielt Celies Vater Alfonso und Aunjanue Ellis-Taylor in Rückblenden ihre Mutter. In weiteren Rollen sind Colman Domingo als Celies Ehemann Albert Johnson, Corey Hawkins als Harpo Johnson und die R&B-Singer-Songwriterin H.E.R. als Mary Agnes, genannt „Squeak“, zu sehen. Louis Gossett Jr., der Old Mister Johnson spielt, starb im März 2024, drei Monate nach dem US-Kinostart des Films.
Die Tanzeinlagen in den Traumsequenzen wurden von Fatima Robinson choreografiert. Sie arbeitete zuvor insbesondere für Musikvideos, wie zum Song If It’s Lovin’ That You Want von Rihanna und Baby der Sängerin Brandy, aber auch für Filme wie The Harder They Fall und Der Prinz aus Zamunda 2.

### Kostüme, Szenenbild und Dreharbeiten

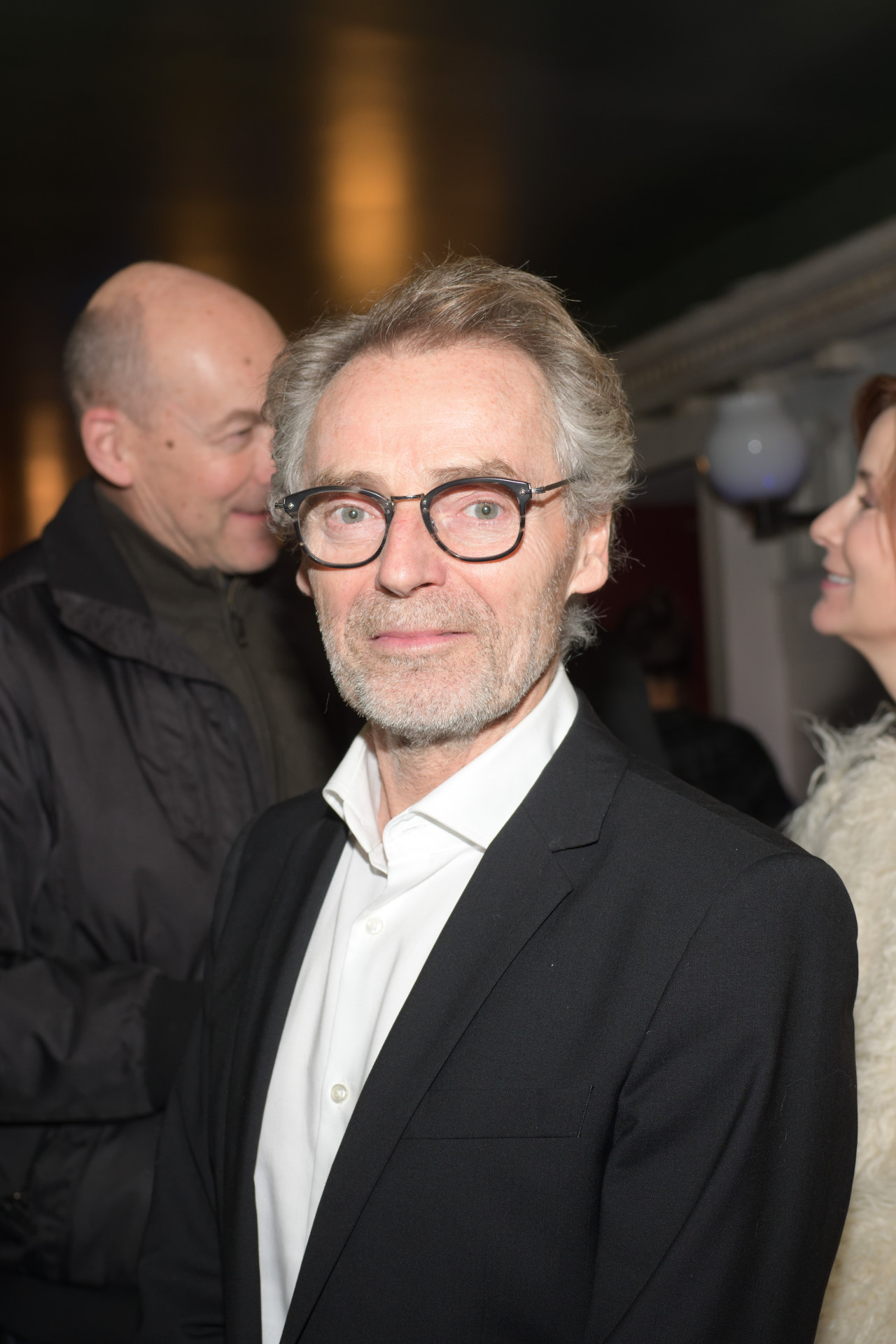
Kameramann Dan Laustsen

Für das Kostümdesign zeichnete Francine Jamison-Tanchuck verantwortlich, die zuvor für Filmbiografien über Schwarze wie The Birth of a Nation – Aufstand zur Freiheit, Detroit, Roman J. Israel, Esq. – Die Wahrheit und nichts als die Wahrheit, Emancipation oder Just Mercy tätig war und für ihre Arbeit für den Film One Night in Miami sowohl bei den Costume Designers Guild Awards als auch den Satellite Awards nominiert wurde.
Das Szenenbild wurde von dem Oscar-Gewinner Paul D. Austerberry entworfen, der insbesondere durch seine Arbeit für Guillermo del Toros Film Shape of Water – Das Flüstern des Wassers bekannt wurde.
Die Dreharbeiten fanden im US-Bundesstaat Georgia statt, wo auch Walkers Roman spielt, wurden im März 2022 begonnen und im Juli 2022 beendet. Zu den Drehorten zählen die Stadt Macon, Jekyll Island und der dort befindliche Driftwood Beach, Richmond Hill in Savannah und die dortige Umgebung. Als Kameramann fungierte der Däne Dan Laustsen, der sowohl für seine Arbeit an The Shape of Water als auch an Nightmare Alley eine Oscar-Nominierung erhielt und zuletzt für John Wick: Chapter 4 tätig war. Alice Walker, die Autorin des dem Film zugrunde liegenden Romans, besuchte die Dreharbeiten.

### Filmmusik, Marketing und Veröffentlichung
Die Filmmusik komponiert Kris Bowers. Ende November 2023 veröffentlichten gamma. und WaterTower Music mit Lifeline, gesungen von Alicia Keys, den ersten Song des Soundtrack-Albums als Download. Das komplette Soundtrack-Album, das neben 18 von den Schauspielern im Film gesungenen Liedern auch 19 weitere Musikstücke von Mary J. Blige, Megan Thee Stallion, Usher, Jennifer Hudson, Jorja Smith, Keyshia Cole, Coco Jones, Ciara, Mary Mary und Missy Elliott enthält, wurde am 15. Dezember 2023 als Download veröffentlicht.
Der erste Trailer wurde im Mai 2023 vorgestellt. Einen Monat später veröffentlichte Warner Bros. einen ersten deutschsprachigen Trailer. Der zweite Trailer wurde im Oktober 2023 präsentiert und der dritte im Dezember 2023.
Eine erste öffentlichte Vorstellung fand am 16. November 2023 im Samuel Goldwyn Theater in Beverly Hills statt. Die Europa-Premiere erfolgte am 20. November 2023 in London. Der Film kam am 25. Dezember 2023 in die US-Kinos. Der Kinostart in Deutschland erfolgte am 8. Februar 2024 und in Österreich am darauffolgenden Tag, dem 80. Geburtstag von Romanautorin Alice Walker.

### Synchronisation
Die deutsche Synchronisation entstand nach einem Dialogbuch und der Dialogregie von Christoph Cierpka im Auftrag der RC Production Kunze & Wunder GmbH & Co. KG in Berlin.

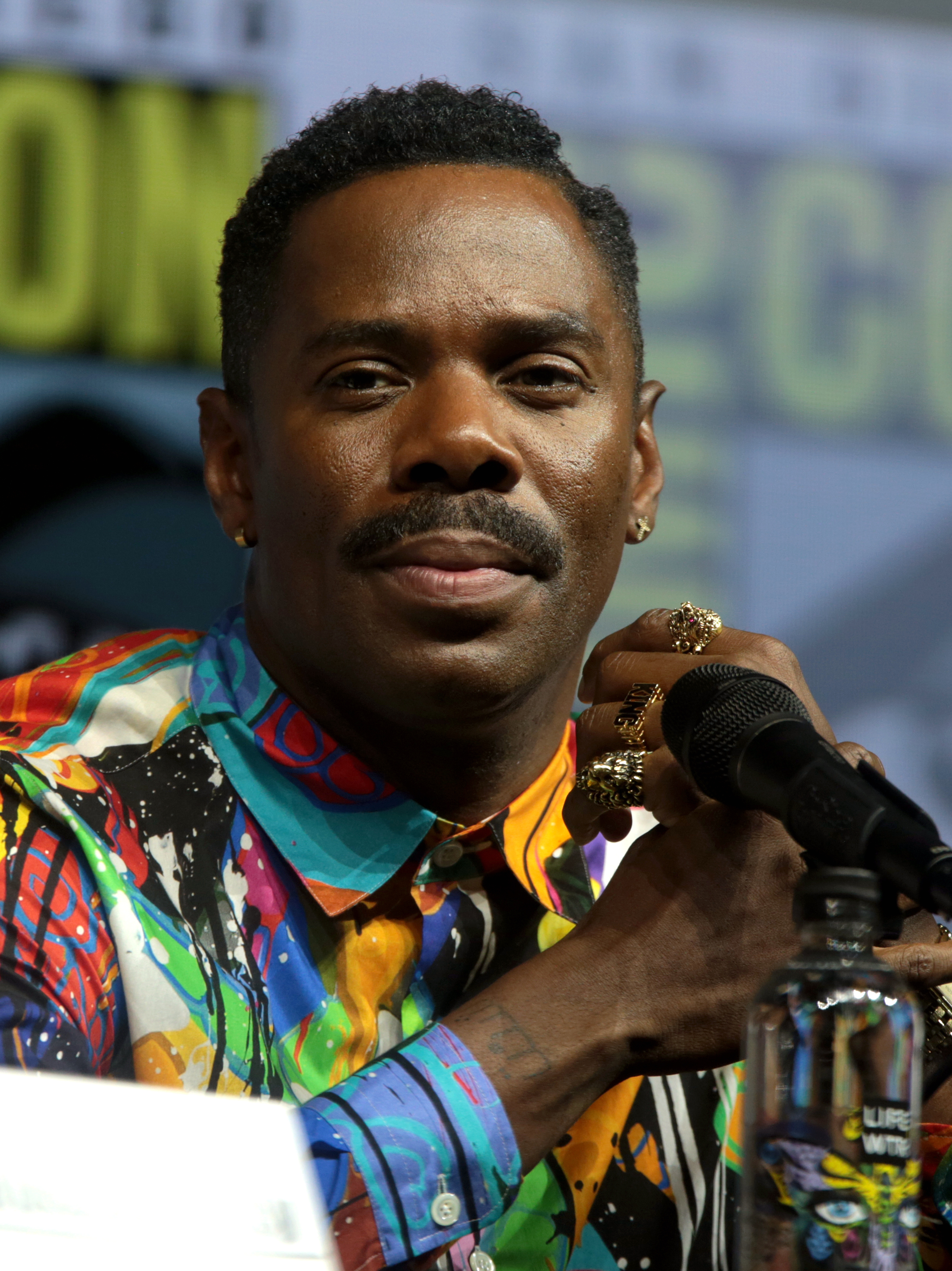
Colman Domingo spielt Albert 'Mister' Johnson

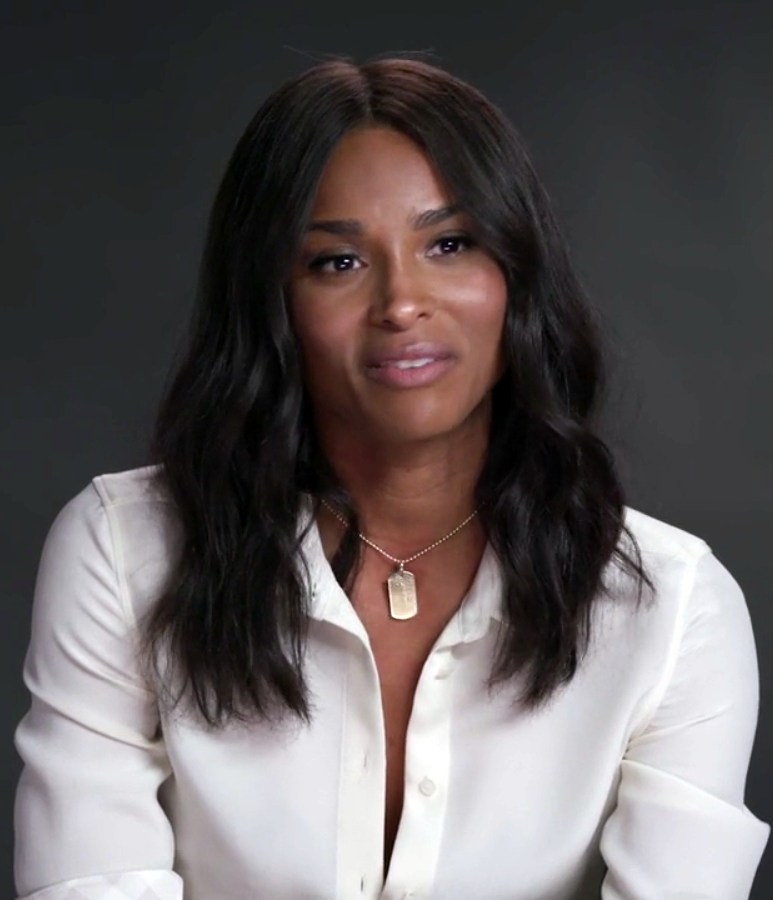
Ciara Harris spielt Nettie

| Darsteller           | Synchronsprecher         | Rolle                   |
| -------------------- | ------------------------ | ----------------------- |
| Colman Domingo       | Falilou Seck             | Albert 'Mister' Johnson |
| Corey Hawkins        | Alexander Prince Osei    | Harpo Johnson           |
| Deon Cole            | Milton Welsh             | Alfonso Harris          |
| Phylicia Pearl Mpasi | Cynthia Micas            | Celie Harris (jung)     |
| Fantasia Barrino     | Elisa Bannat             | Celie Harris-Johnson    |
| Jon Batiste          | Kaze Uzumaki             | Grady                   |
| Whoopi Goldberg      | Regina Lemnitz           | Hebamme                 |
| Stephen Hill         | Samuel Zekarias          | Henry 'Buster' Broadnax |
| H.E.R.               | Lana Finn Marti          | Mary 'Squeak' Agnes     |
| Elizabeth Marvel     | Silke Matthias           | Miss Millie             |
| Ciara Harris         | Daniela Grubert          | Nettie Harris           |
| Terrence Smith       | Kristian D. König        | Adam                    |
| Halle Bailey         | Samina König             | Nettie Harris (jung)    |
| Louis Gossett Jr.    | Engelbert von Nordhausen | Ol' Mister Johnson      |
| David Alan Grier     | Claudio Maniscalco       | Reverend Samuel Avery   |
| Taraji P. Henson     | Dela Dabulamanzi         | Shug Avery              |
| Danielle Brooks      | Catherine Chikosi        | Sofia                   |

## Rezeption

### Altersfreigabe und Kritiken
In den USA wurde der Film von der MPAA als PG-13 eingestuft. In Deutschland wurde der Film von der FSK ab 12 Jahren freigegeben.
Von den bei Rotten Tomatoes aufgeführten Kritiken sind 81 Prozent positiv bei einer durchschnittlichen Bewertung mit 7,2 von 10 möglichen Punkten. Bei Metacritic erhielt der Film einen Metascore von 72 von 100 möglichen Punkten.

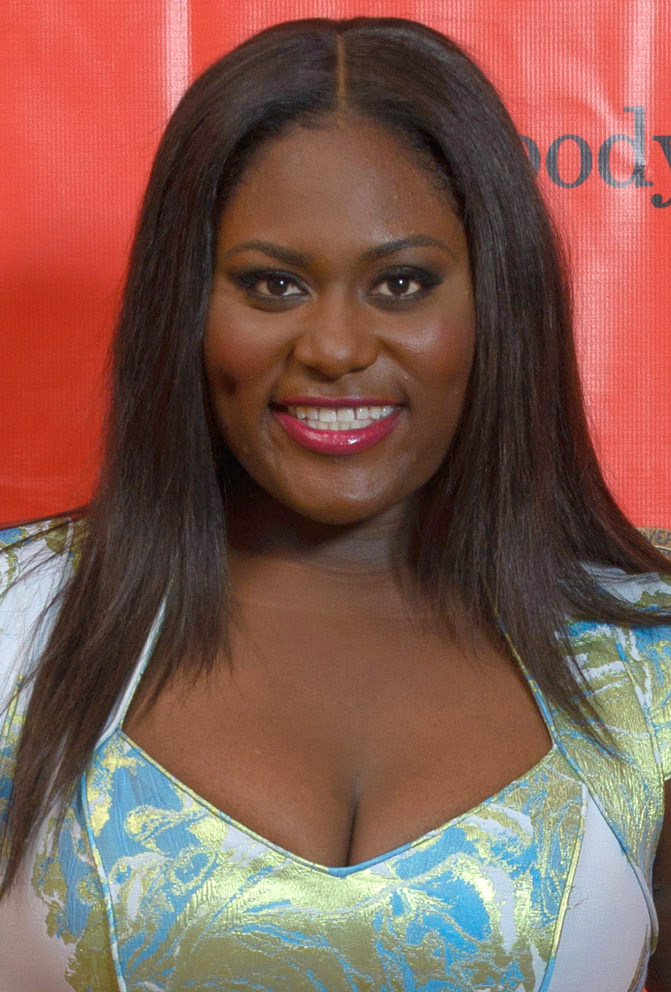
Danielle Brooks spielt Sofia

Kate Erbland schreibt in ihrer Kritik bei IndieWire, einen großen Teil des Vergnügens, das der Film bereitet, ziehe er aus den energiegeladenen und durchdacht inszenierten Musiksequenzen. Danielle Brooks’ atemberaubendes Lied Hell No! sei ein echter Hingucker, ebenso hebt sie Fantasia Barrinos zu Tränen rührendes Lied I'm Here und Taraji P. Hensons ausgelassenen Song Push Da Button hervor, und besonders What About Love? sei umwerfend inszeniert. Auch wenn der Film Celies Geschichte erzählt, sei das eigentliche Highlight des Films Danielle Brooks in der Rolle von Sofia. Anfänglich spiele sie diese voller Selbstvertrauen, laut und große Reden schwingend und sei so völlig anders als Celie, doch auch sie entwickele sich zu einer tragischen Figur.
Andreas Busche schreibt im Tagesspiegel, Bazawule besitze ein fantastisches musikalisches Timing und ein schönes Gespür für die Verhältnismäßigkeit der Mittel im Spektakel. Er überführe die naturgemäß begrenzte Bühnen-Inszenierung in ausgefeilte Choreografien von Arbeit, Liebe und Befreiung, aber auch in kraftvolle innere Monologe. Man mag darüber streiten, ob im Jahr 2023 eine Musical-Einlage mit schwarzen Kettensträflingen nicht reichlich geschmacklos ist, so Busche, doch Alice Walkers Verständnis von Feminismus komme die Musical-Version von Die Farbe Lila deutlich näher als Spielbergs zerknittertes Drama.
Daniel Kothenschulte schreibt in der Berliner Zeitung hierzu, ihm gelinge in seinem Musical etwas, das Spielbergs Version nicht hatte,  wenn er die identitätsstiftende Beschäftigung der Schwestern mit afrikanischer Mythologie im Rückgriff auf afrikanische Ikonografie inszeniert. So finde Bazawule für das zentrale Blackness-Thema einen leichthändigen, universell verständlichen Ausdruck. Die andere Frage sei jedoch, ob all die schmissigen Show-Stopper-Nummern, in denen man die Broadway-Bretter förmlich knarren hört, dem Ernst und der tiefen Emotionalität von Alice Walkers Erzählung überhaupt gerecht würden.
Peter Osteried bemerkt in seiner Kritik, dass der Film mit reichlich Ballast daherkomme, weil die Aktivistin Alice Walker eine Antisemitin ist, die sich während der Corona-Zeit endgültig radikalisiert und absurdeste Verschwörungstheorien das Judentum betreffend abgesondert habe. Das mache es schwer, den Film zu mögen, und letztlich wünsche man sich bei Die Farbe Lila die Ehrlichkeit zurück, mit der Spielberg einst erzählt hat. Die neue Friede-Freude-Eierkuchen-Version der Geschichte kratze an der Oberfläche und lasse rohes, ungefiltertes, echtes Gefühl nie aufkommen, so als ob man die originalen Grimmschen Märchen mit dem vergleichen würde, wie sie heute sind: „Der Kern ist noch vorhanden, aber die Wucht nicht mehr.“
Die Deutsche Film- und Medienbewertung (FBW) hat dem Film das Prädikat „besonders wertvoll“ verliehen. In der Begründung heißt es, das schwere Schicksal der Hauptheldin Celia, die als Teenager missbraucht und als Ehefrau geprügelt wird, finde im Gesang einen Ausdruck der Befreiung und Selbstbestimmung. Die opulente Ausstattung mit zeitgemäßen Kostümen und farbenfrohen Landschaften werde nie zum Kitsch, weil sie zum einen mit der Zeit und dem Ort der Handlung präzise korreliere und zum andern in die Erzählung surreale Momente einstreue, die Celias Träume und Sehnsüchte repräsentieren. Die Farbe Lila sei ein zutiefst menschlicher, emotional mitreißender Film, dessen konventionelle Hülle in seinem Innern gleichsam einen Schutzraum schafft, um von erlittener Gewalt, Repression und Ungerechtigkeit zu erzählen, unbeschönigt, mit Authentizität und Nachdruck, aber auch ohne das Leid zum Klischee werden zu lassen. Von Sounddesign bis zur Ausleuchtung, vom Kulissenbau bis zu den Kamerafahrten – jedes der filmischen Gewerke, die an einer Großproduktion wie dieser beteiligt sind, sei hier sichtlich in Höchstform.

### Einspielergebnis
In den zwei Tagen nach seiner regulären Veröffentlichung in Nordamerika konnte Die Farbe Lila einen Umsatz von rund 25 Millionen US-Dollar an den Kinokassen erwirtschaften, was Branchendienste beeindruckte. Insgesamt belaufen sich die weltweiten Einnahmen aus Kinovorführungen auf 67,5 Millionen US-Dollar.

### Auszeichnungen
Im Rahmen der Oscarverleihung 2024 wurden Keep It Movin’ und Superpower (I) in eine Shortlist der Kategorie Bester Song aufgenommen. Ebenfalls wurde Kris Bowers' Musik in eine entsprechende Shortlist aufgenommen. Im Rahmen der Golden Tomato Awards ging Die Farbe Lila als Viertplatzierter unter den besten Musikfilmen des Jahres 2023 hervor. Im Folgenden eine Auswahl von Nominierungen und Auszeichnungen.
AAFCA Awards 2024
- Aufnahme in die Top 10 Filme

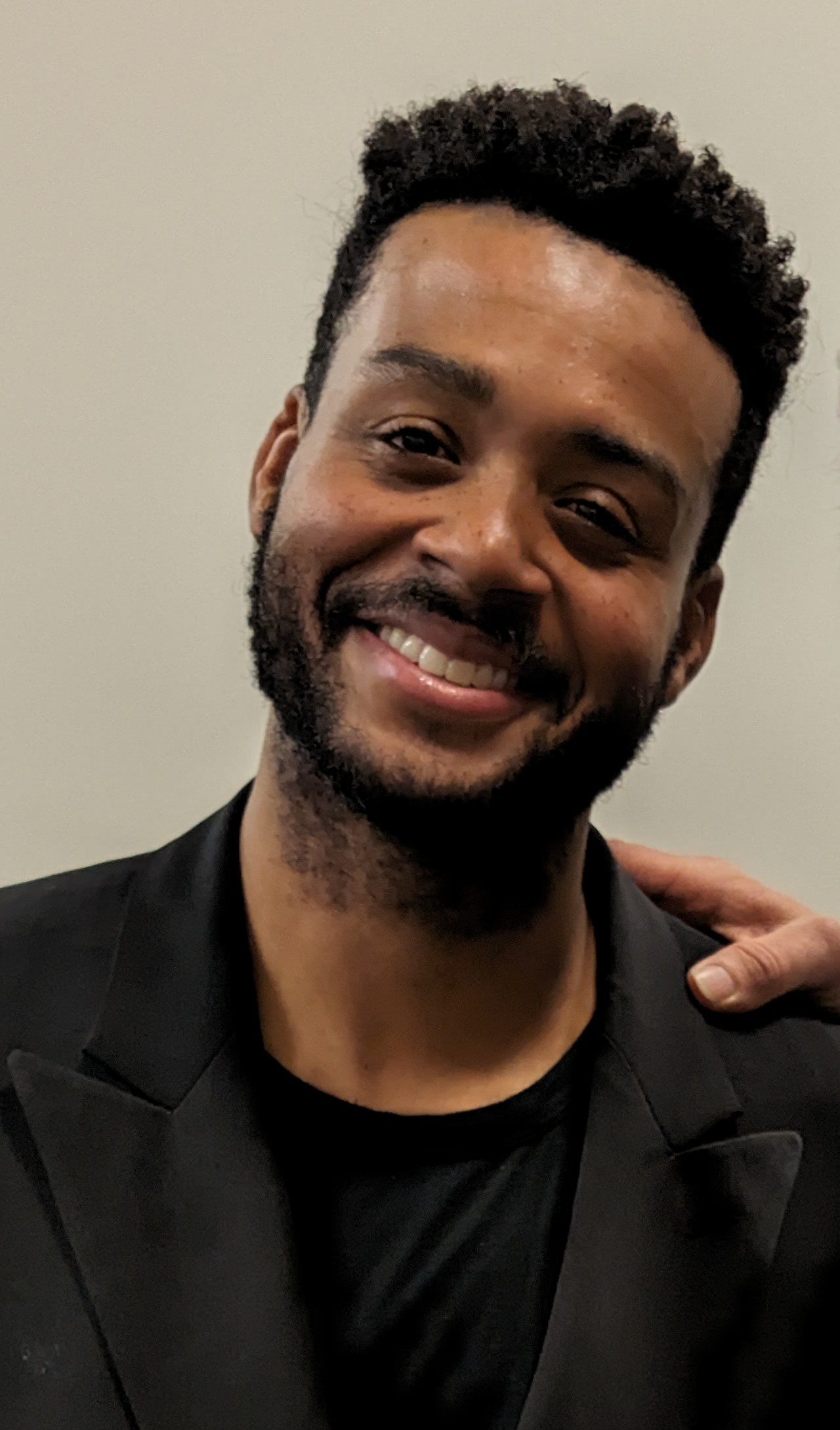
Komponist Kris Bowers

- Auszeichnung als Bestes Filmmusical
- Auszeichnung als Beste Nebendarstellerin (Danielle Brooks)
- Auszeichnung als Bestes Schauspielensemble
- Auszeichnung für die Beste Filmmusik (Kris Bowers)[49]

Alliance of Women Film Journalists Awards 2024
- Nominierung als Beste Nebendarstellerin (Danielle Brooks)[50]

Artios Awards 2024
- Nominierung für das Beste Casting in einem Filmdrama (Bernard Telsey, Tiffany Little Canfield & Destiny Lilly)[51]

Black Film Critics Circle Awards 2023
- Aufnahme in die Top-Ten-Filme
- Auszeichnung als Beste Nebendarstellerin (Danielle Brooks)[52]

Black Reel Awards 2024
- Nominierung als Bester Film
- Nominierung für die Beste Regie (Blitz Bazawule)
- Nominierung für das Beste Regiedebüt (Blitz Bazawule)
- Nominierung für das Beste Debütdrehbuch (Marcus Gardley)
- Nominierung als Beste Hauptdarstellerin (Fantasia Barrino)
- Auszeichnung als Beste Nebendarstellerin (Danielle Brooks)
- Nominierung als Beste Nebendarstellerin (Taraji P. Henson)
- Nominierung als Bester Nebendarsteller (Colman Domingo)
- Auszeichnung als Beste Nachwuchsdarstellerin (Fantasia Barrino)
- Nominierung als Beste Nachwuchsdarstellerin (Danielle Brooks)
- Nominierung als Beste Nachwuchsdarstellerin (Phylicia Pearl Mpasi)
- Auszeichnung als Bestes Schauspielensemble (Tiffany Little Canfield, Destiny Lilly & Bernard Telsey)
- Nominierung für den Besten Schnitt (Jon Poll)
- Auszeichnung für die Beste Filmmusik (Kris Bowers)
- Auszeichnung als Bester Filmsong („Keep It Movin“ – Halle Bailey, Phylicia Pearl Mpasi, Denisia Andrews, Brittany Coney & Morten Ristorp)
- Auszeichnung für den Besten Soundtrack
- Auszeichnung für das Beste Kostümdesign (Francine Jamison-Tanchuck)
- Auszeichnung für das Beste Make-up und die besten Frisuren (Carol Rasheed & Lawrence Davis)
- Auszeichnung für das Beste Szenenbild (Paul D. Austerberry)[53][54]

British Academy Film Awards 2024
- Nominierung als Beste Hauptdarstellerin (Fantasia Barrino)
- Nominierung als Beste Nebendarstellerin (Danielle Brooks)

Critics’ Choice Movie Awards 2024
- Nominierung als Bester Film
- Nominierung als Bestes Schauspielensemble
- Nominierung als Beste Nebendarstellerin (Danielle Brooks)
- Nominierung für die Besten Kostüme (Francine Jamison-Tanchuck)
- Nominierung für die Besten Frisuren und das beste Make-up

Golden Globe Awards 2024
- Nominierung als Beste Hauptdarstellerin – Komödie/Musical (Fantasia Barrino)
- Nominierung als Beste Nebendarstellerin (Danielle Brooks)

Grammy Awards 2025
- Nominierung in der Kategorie Score Soundtrack for Visual Media (Kris Bowers)
- Nominierung in der Kategorie Compilation Soundtrack Album for Visual Media[55]

Hollywood Music in Media Awards 2023
- Nominierung als Bester Song – Spielfilm (Keep It Movin’, Halle Bailey, Denisia Andrews, Brittany Coney, Morten Ristorp und Phylicia Pearl Mpasi)
- Nominierung als Bester Song – Onscreen Performance (Keep It Movin’, Halle Bailey und Phylicia Pearl Mpasi)[56]

Make-Up Artists and Hair Stylists Guild Awards 2024
- Nominierung für die Besten historischen Frisuren (Lawrence Davis, Andrea Mona Bowman & Tym Wallace)[57]

NAACP Image Awards 2024
- Auszeichnung als Bester Film
- Auszeichnung als Bester Nachwuchsfilmschaffende (Blitz Bazawule)
- Nominierung für das Beste Drehbuch (Marcus Gardley)
- Auszeichnung als Beste Hauptdarstellerin (Fantasia Barrino)
- Auszeichnung als Bester Nebendarsteller (Colman Domingo)
- Nominierung als Bester Nebendarsteller (Corey Hawkins)
- Nominierung als Beste Nebendarstellerin (Danielle Brooks)
- Nominierung als Beste Nebendarstellerin (Halle Bailey)
- Auszeichnung als Beste Nebendarstellerin (Taraji P. Henson)
- Nominierung als Beste Nachwuchsdarstellerin (Phylicia Pearl Mpasi)
- Auszeichnung als Bestes Schauspielensemble
- Nominierung für die Beste Filmmusik (Kris Bowers)
- Auszeichnung für das Beste Soundtrack-Album
- Auszeichnung für das Beste Kostümdesign (Francine Jamison–Tanchuck)
- Auszeichnung für das Beste Make-up (Carol Rasheed, Saisha Beecham, Ngozi Olandu Young, Manny Davila & Milene Melendez)
- Auszeichnung für die Besten Frisuren (Lawrence Davis, Tym Wallace, Andrea Mona Bowen, Angela Renae Dyson & Jorge Benitez Villalobos)[58]

Online Film Critics Society Awards 2024
- Nominierung als Beste Nebendarstellerin (Danielle Brooks)[59]

Oscarverleihung 2024
- Nominierung als Beste Nebendarstellerin (Danielle Brooks)

Palm Springs International Film Festival 2024
- Auszeichnung mit dem Spotlight Award (Danielle Brooks)
- Aufnahme in die „10 Directors to Watch“ (Blitz Bazawule)[60][61]

People’s Choice Awards 2024
- Nominierung als Bestes Filmdrama
- Nominierung als Beste Darstellerin in einem Filmdrama (Fantasia Barrino)
- Nominierung für die Beste Schauspielleistung (Danielle Brooks)[62]

Satellite Awards 2023
- Nominierung als Beste Schauspielerin – Film/Komödie/Musical (Fantasia Barrino)
- Nominierung für die Besten Kostüme (Francine Jamison-Tanchuck)[63]

Screen Actors Guild Awards 2024
- Nominierung als Beste Nebendarstellerin (Danielle Brooks)
- Nominierung für das Beste Schauspielensemble in einem Film

The Queerties 2023
- Nominierung als Next Big Thing[64]